# Dolichostoma puntarenensis
Dolichostoma puntarenensis là một loài ruồi trong họ Tachinidae.